# Rio Aluniș (Uz)
O Rio Aluniş (Uz) é um rio da Romênia afluente do rio Mogheruş, localizado no distrito de Harghita.